# باولو لوندرا
باولو إزيكيل لوندرا فارياس (بالإسبانية: Paulo Londra)‏ المعروف باسم باولو لوندرا هو مغني راب أرجنتيني. ولد في 12 أبريل 1998 في قرطبة، الأرجنتين

## سيرة
بدأ اهتمامه بالهيب هوب بتوصية من أخته في فيلم 8 أميال، بطولة إمينيم. حول الفيلم، علقت لوندرا على ما يلي: 
 شارك في معارك الراب،
```
وفي سن 15 عامًا شارك في مسابقات 
حرة
. صعد إلى الشهرة عندما فاز في معركة 
الخطوة الخامسة
 في بوينس آيرس في العام 2017.
[
3
]
```

### مهنة موسيقية
بدأ مسيرته الموسيقية في يناير 2017 عندما أصدر أغنيته الأولى، «الاسترخاء»، والتي صنفت بعد بضعة أشهر على أنها أغنية العام في الأرجنتين. ومنذ ذلك الحين بدأ في تلحين الأغاني واستمر في نشرها. على الرغم من أن بداياته تشبه بدايات فنانين حضريين آخرين، إلا أن لوندرا، على عكس الفنانين الآخرين، يتجنب التطرق إلى موضوعات مثل العنف أو الإهانات أو المخدرات في أغانيه.
حصل على عقد من شركة تسجيل متعددة الجنسيات، ومع ذلك، رفض العرض. في أكتوبر 2017، سافر إلى كولومبيا للعمل مع منتج أوفي على الطبول وعلامة الدوريات الكبرى.
وهو ثالث فنان أرجنتيني يدخل قائمة مجلة بيلبورد الاجتماعية 50، بعد لالي إسبوسيتو ومارتينا ستوسل.

## ديسكغرفي
- Homerum [11]

## روابط خارجية
- باولو لوندرا على موقع IMDb (الإنجليزية)
- باولو لوندرا على موقع روتن توميتوز (الإنجليزية)
- باولو لوندرا على موقع ميوزك برينز (الإنجليزية)
- باولو لوندرا على موقع أول ميوزيك (الإنجليزية)
- باولو لوندرا على موقع ديسكوغز (الإنجليزية)